# Terrible Records
Terrible Records é uma gravadora situada no Brooklyn. Foi fundada por Chris Taylor e Ethan Silverman em 2009. A gravadora começou para gastar mais tempo trabalhando e dando suporte para outros artistas entre 7 e 10 EP's.  Chris Taylor também grava seu próprio material (com o pseudônimo CANT) na gravadora. Seu primeiro cd solo, "Dreams Come True", foi lançado pela Terrible Records em 13 de Setembro de 2011. 

## Artistas
- Acrylics
- Arthur Russell
- Dev Hynes
- Chris Taylor (CANT)
- Chairlift
- Class Actress
- Empress Of
- Grizzly Bear
- Horrid Red
- Kindness
- Kirin J Callinan
- Solange Knowles
- Twin Shadow
- Violens